# Aargauische Südbahn
| Strecke                                     |           | SBB-Strecke von Aarau                      | SBB-Strecke von Aarau                      |  |
| Haltepunkt / Haltestelle                    | 35.6      | Rupperswil                                 | 374 m                                      |  |
| Abzweig geradeaus und nach links            | 35.6      | SBB-Strecke nach Brugg                     | SBB-Strecke nach Brugg                     |  |
| Abzweig geradeaus und von rechts            | 31.9      | SNB-Stammlinie von Zofingen–Suhr           | SNB-Stammlinie von Zofingen–Suhr           |  |
| Bahnhof                                     | 31.9      | Lenzburg Keilbahnhof                       | 406 m                                      |  |
| Abzweig geradeaus und nach rechts           | 31.9      | SBB-Seetalbahn nach Luzern                 | SBB-Seetalbahn nach Luzern                 |  |
|                                             |           |                                            |                                            |  |
| Dienststation / Betriebs- oder Güterbahnhof | 30.2 63.9 | Gexi linkes Gleis                          | Gexi linkes Gleis                          |  |
| Abzweig geradeaus und nach rechts           | 63.9      | Strecke nach Othmarsingen (linkes Gleis)   | Strecke nach Othmarsingen (linkes Gleis)   |  |
| Kreuzung geradeaus unten                    |           | Unterfahrung der Strecke nach Othmarsingen | Unterfahrung der Strecke nach Othmarsingen |  |
|                                             |           |                                            |                                            |  |
| Dienststation / Betriebs- oder Güterbahnhof | 30.0 64.1 | Gexi rechtes Gleis                         | Gexi rechtes Gleis                         |  |
| Abzweig geradeaus und nach links            | 64.1      | Strecke nach Othmarsingen (rechtes Gleis)  | Strecke nach Othmarsingen (rechtes Gleis)  |  |
|                                             |           |                                            |                                            |  |
| Abzweig geradeaus und von links             | 65.2      | Strecke von Othmarsingen                   | Strecke von Othmarsingen                   |  |
| Haltepunkt / Haltestelle                    | 65.2      | Hendschiken                                | 419 m                                      |  |
| Haltepunkt / Haltestelle                    | 67.9      | Dottikon-Dintikon                          | 423 m                                      |  |
| Abzweig geradeaus und von links             | 69.5      | Abzweig von SBB-Umspannanlage              | Abzweig von SBB-Umspannanlage              |  |
| Dienststation / Betriebs- oder Güterbahnhof | 69.5      | Dottikon Umspannanlage                     | Dottikon Umspannanlage                     |  |
| Abzweig geradeaus und ehemals von rechts    | 71.8      | WM von Villmergen                          | WM von Villmergen                          |  |
| Bahnhof                                     | 71.8      | Wohlen AG                                  | 423 m                                      |  |
| Strecke                                     |           | Anschluss an BD nach Dietikon              | Anschluss an BD nach Dietikon              |  |
| Abzweig geradeaus und von links             | 71.8      | SBB-WB nach Bremgarten West                | SBB-WB nach Bremgarten West                |  |
| ehemaliger Haltepunkt / Haltestelle         |           | Waltenschwil (1997 geschlossen)            | Waltenschwil (1997 geschlossen)            |  |
| Haltepunkt / Haltestelle                    | 77.8      | Boswil-Bünzen                              | 446 m                                      |  |
| Haltepunkt / Haltestelle                    | 81.5      | Muri AG                                    | 459 m                                      |  |
| Brücke über Wasserlauf                      |           | Bünz                                       | Bünz                                       |  |
| Haltepunkt / Haltestelle                    | 85.4      | Benzenschwil                               | 458 m                                      |  |
| Haltepunkt / Haltestelle                    | 88.5      | Mühlau                                     | 445 m                                      |  |
| Haltepunkt / Haltestelle                    | 92.7      | Sins                                       | 406 m                                      |  |
| Haltepunkt / Haltestelle                    | 95.2      | Oberrüti                                   | 403 m                                      |  |
| Abzweig geradeaus und von rechts            |           | SBB-Strecke von Luzern                     | SBB-Strecke von Luzern                     |  |
| Bahnhof                                     | 99.4      | Rotkreuz                                   | 429 m                                      |  |
| Abzweig geradeaus und nach links            |           | SBB-Strecke nach Zug                       | SBB-Strecke nach Zug                       |  |
| Dienststation / Betriebs- oder Güterbahnhof | 102.3     | Brüglen                                    | 454 m                                      |  |
| ehemaliger Haltepunkt / Haltestelle         | 103.3     | Meierskappel-Risch                         | 446 m                                      |  |
| Abzweig geradeaus und von rechts            |           | SBB-Strecke von Luzern                     | SBB-Strecke von Luzern                     |  |
| Bahnhof                                     | 106.9 0.0 | Immensee                                   | 460 m                                      |  |
| Strecke                                     |           | Gotthardbahn nach Arth-Goldau              | Gotthardbahn nach Arth-Goldau              |  |

| Strecke                                     |           | Fortsetzung von Zürich                                | Fortsetzung von Zürich                                |
| Bahnhof                                     | 0.0       | Brugg                                                 | 352 m                                                 |
| Abzweig geradeaus und nach rechts           |           | SBB-Bözbergstrecke nach Basel                         | SBB-Bözbergstrecke nach Basel                         |
| Abzweig geradeaus und nach rechts           |           | SBB-Strecke nach Rupperswil–Aarau                     | SBB-Strecke nach Rupperswil–Aarau                     |
| Dienststation / Betriebs- oder Güterbahnhof | 1.2       | Brugg Süd                                             | Brugg Süd                                             |
| Abzweig geradeaus und von rechts            |           | Verbindungslinie von Bözbergstrecke (Umfahrung Brugg) | Verbindungslinie von Bözbergstrecke (Umfahrung Brugg) |
| Haltepunkt / Haltestelle                    | 4.2       | Lupfig                                                | 392 m                                                 |
| Dienststation / Betriebs- oder Güterbahnhof |           | Birrfeld Container-Terminal                           | Birrfeld Container-Terminal                           |
| Haltepunkt / Haltestelle                    | 5.3       | Birr                                                  | 397 m                                                 |
| Dienststation / Betriebs- oder Güterbahnhof | 7.0       | Brunegg                                               | 416 m                                                 |
| Abzweig geradeaus und nach links            |           | Verbindungslinie nach Mägenwil                        | Verbindungslinie nach Mägenwil                        |
| Abzweig geradeaus und von links             |           | SBB-Heitersbergstrecke von Zürich                     | SBB-Heitersbergstrecke von Zürich                     |
| Haltepunkt / Haltestelle                    | 8.7       | Othmarsingen                                          | 419 m                                                 |
| Brücke über Wasserlauf                      |           | Bünz                                                  | Bünz                                                  |
| Abzweig geradeaus und nach links            |           | Gexi Strecke nach Lenzburg–Aarau                      | Gexi Strecke nach Lenzburg–Aarau                      |
| Kreuzung geradeaus unten                    |           | Unterfahrung der Strecke nach Lenzburg–Aarau          | Unterfahrung der Strecke nach Lenzburg–Aarau          |
| Abzweig geradeaus und von rechts            |           | Gexi Strecke von Aarau–Lenzburg                       | Gexi Strecke von Aarau–Lenzburg                       |
| Haltepunkt / Haltestelle                    | 11.1 65.2 | Hendschiken                                           | 419 m                                                 |

| Strecke                                     |            | SBB-Bözbergstrecke von Basel    | SBB-Bözbergstrecke von Basel    |
| ehemaliger Haltepunkt / Haltestelle         | 35,9       | Villnachern                     | 403 m                           |
| Brücke über Wasserlauf                      |            | Aarebrücke (223 m)              | Aarebrücke (223 m)              |
| Dienststation / Betriebs- oder Güterbahnhof | 32.5       | Brugg Nord                      | Brugg Nord                      |
| Abzweig geradeaus und nach links            | 32,4       | nach Brugg                      | nach Brugg                      |
| Kreuzung geradeaus oben                     |            | Brücke über Strecke Aarau–Brugg | Brücke über Strecke Aarau–Brugg |
| Kilometer-Wechsel                           | 31.23 1.07 |                                 |                                 |
| Abzweig geradeaus und von links             |            | von Brugg                       | von Brugg                       |
| Dienststation / Betriebs- oder Güterbahnhof | 1.2        | Brugg Süd                       | Brugg Süd                       |
| Strecke                                     |            | nach Othmarsingen               | nach Othmarsingen               |

Die Aargauische Südbahn ist eine ehemalige Eisenbahngesellschaft der Schweiz. Als gemeinsame Tochtergesellschaft der Schweizerischen Centralbahn (SCB) und der Schweizerischen Nordostbahn (NOB) verband sie deren Strecken ab Aarau respektive Brugg mit dem Ausgangspunkt der Gotthardbahn (GB) in Immensee.

## Geschichte
Von 1873 bis 1882 baute die Schweizerische Centralbahn (SCB) zusammen mit der Schweizerischen Nordostbahn (NOB) eine Anschlussverbindung ihrer Strecken an die damals neu entstehende Gotthardbahn. Diese von der Centralbahn betriebene Aargauische Südbahn führte von Rupperswil über Lenzburg, Wohlen und Rotkreuz nach Immensee. In Immensee beginnt die Strecke der Gotthardbahn (Kilometer 0), der Lokomotivwechsel bei Güterzügen fand aber schon zu Beginn in der Regel in Rotkreuz und nur in Ausnahmefällen in Immensee statt. Zweigstrecken führten von Wohlen nach Bremgarten und von Hendschiken nach Brugg.
Die Strecken wurden wie folgt eröffnet:
- 23. Juni 1874: Rupperswil–Lenzburg–Hendschiken–Wohlen
- 1. Juni 1875: Wohlen–Muri
- 1. September 1876: Wohlen–Bremgarten West (als eigenständige Gesellschaft Wohlen-Bremgarten-Bahn)
- 1. Dezember 1881: Muri–Sins–Rotkreuz
- 1. Juni 1882: Rotkreuz–Immensee, zusammen mit der Gotthardbahnstrecke nach Göschenen
- 1. Juni 1882: Hendschiken–Othmarsingen–Brugg AG
- 26. Mai 1969: Verbindungslinie Brugg

1902 wurde die Schweizerische Centralbahn zusammen mit der Aargauischen Südbahn in die neu gegründeten Schweizerische Bundesbahnen (SBB) integriert. Die SBB verpachteten 1912 die Strecke Wohlen–Bremgarten West an die Bremgarten-Dietikon-Bahn (BD), welche eine dritte Schiene für ihre meterspurigen Schmalspurbahnen einbaute. Eine geplante Strecke von Brugg über Böttstein nach Waldshut wurde nie gebaut.
Die Verbindungslinie bei Brugg, die ein direktes Durchfahren der Züge von der Bözbergstrecke in die Aargauische Südbahn ermöglicht, führt von der Aarebrücke in gerader Linie über die Gleise der Brugg-Aarau-Strecke und das Lokomotivdepot von Brugg zur Südbahn. Bis zur Eröffnung am 26. Mai 1969 mussten alle Züge von Basel in Richtung Gotthard in Brugg die Fahrtrichtung ändern.
Nach dem Bau der Heitersbergstrecke (Betriebsaufnahme 1975) hatte die Teilstrecke Rupperswil–Lenzburg–Othmarsingen viel mehr Verkehr aufzunehmen; der grösste Teil des Ost-West-Verkehrs zwischen Zürich und Bern führt nun über diese direkte Route.
Am 12. Dezember 1980 wurden die ersten fünf Gleise der «Ausgleichgruppe Dottikon» in Betrieb genommen, die restlichen fünf Gleise per Fahrplanwechsel am 31. Mai 1981. Die Anlage, auch «Dottikon Umspannanlage» oder «Dottikon USA» genannt, dient mit ihren zehn 750 Meter langen Gleisen zum Abstellen von Nord-Süd-Güterzügen und überzähligen Güterwagen.
Am 18. Juli 1982 wurden bei der Kollision eines Güterzugs mit einem Nachtschnellzug Dortmund–Rimini bei Othmarsingen sechs Personen getötet und rund hundert verletzt.

## Verkehr
Die Strecke von Brugg AG bis Rotkreuz der Aargauischen Südbahn wird heutzutage meistens von Güterzügen von Norden über den Rangierbahnhof Basel zum Gotthard und nach Italien befahren und stellt somit eine wichtige Strecke der Transitgüterbahn dar.
Regionaler Personenverkehr:
- Zwischen Rotkreuz und Lenzburg bietet die S26 einen Halbstundentakt (stündlich bis Olten). Zur Hauptverkehrszeit gibt es Verstärkerzüge zwischen Lenzburg und Muri. Seit der Eröffnung des dritten Gleises Lenzburg – Gexi können die aus Kapazitätsgründen einige Jahre in Othmarsingen endenden Züge wieder bis Lenzburg fahren und bieten dort Anschlüsse Richtung Aarau und Zürich.
- Die Strecke Aarau-Lenzburg-Brugg wird stündlich durch die S23 (Langenthal-Aarau-Lenzburg-Brugg-Baden) bedient.
- Von Brugg nach Muri verkehrt stündlich die S25.
- In der Hauptverkehrszeit von Montag bis Freitag bietet die S42 Muri-Othmarsingen-Dietikon-Zürich HB stündlich vier Zugpaare am Morgen und Abend.

Zudem verkehren bei Verspätungen Fernverkehrszüge über die Südbahn, wenn es zu einem Trassenkonflikt mit dem fahrplanmässigen Verkehr auf der Strecke zwischen Arth-Goldau und Zug kommt.

## Bilder

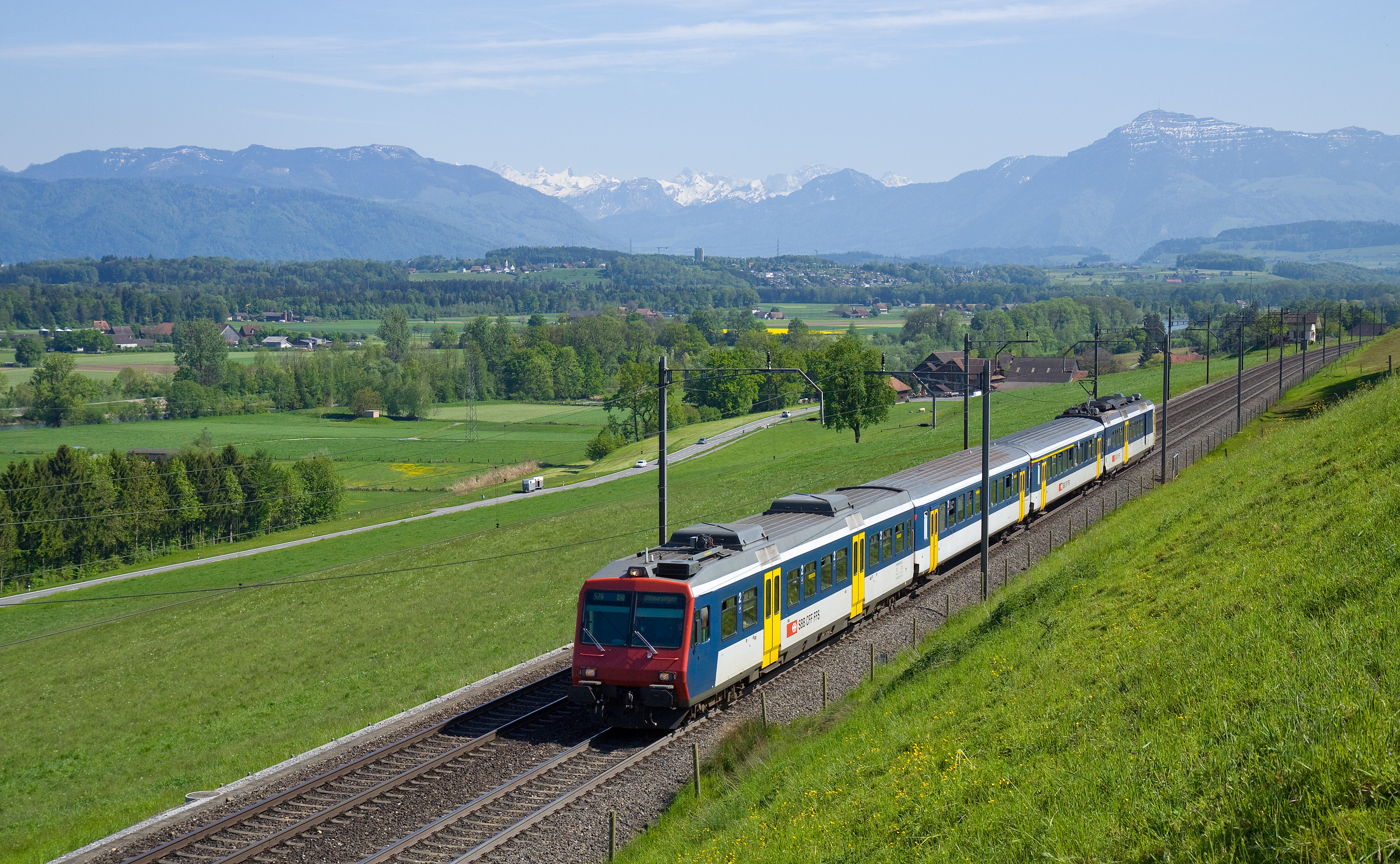
NPZ als S26 zwischen Sins und Mühlau
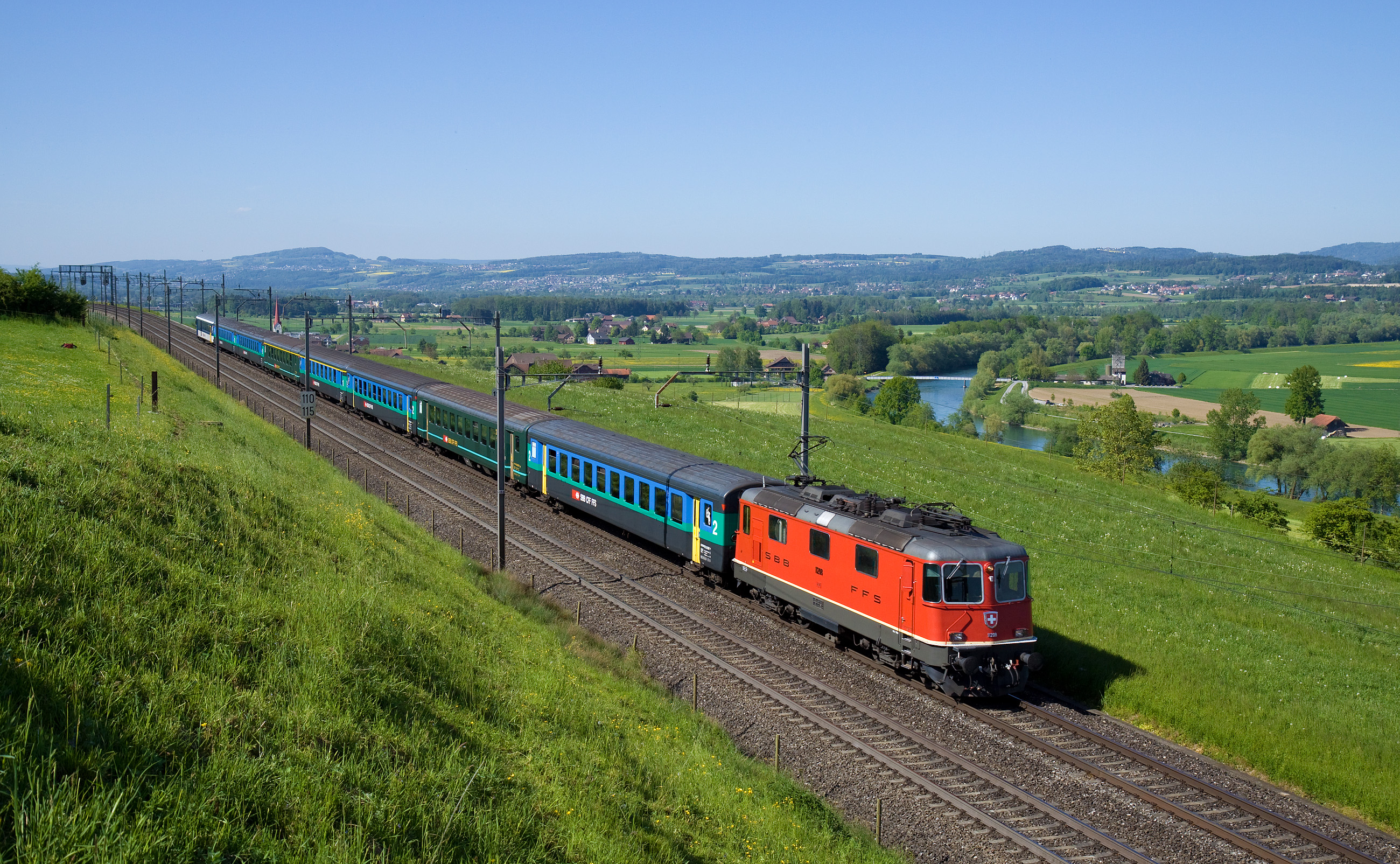
Re 420 mit einer Reserve-Komposition zwischen Mühlau und Sins
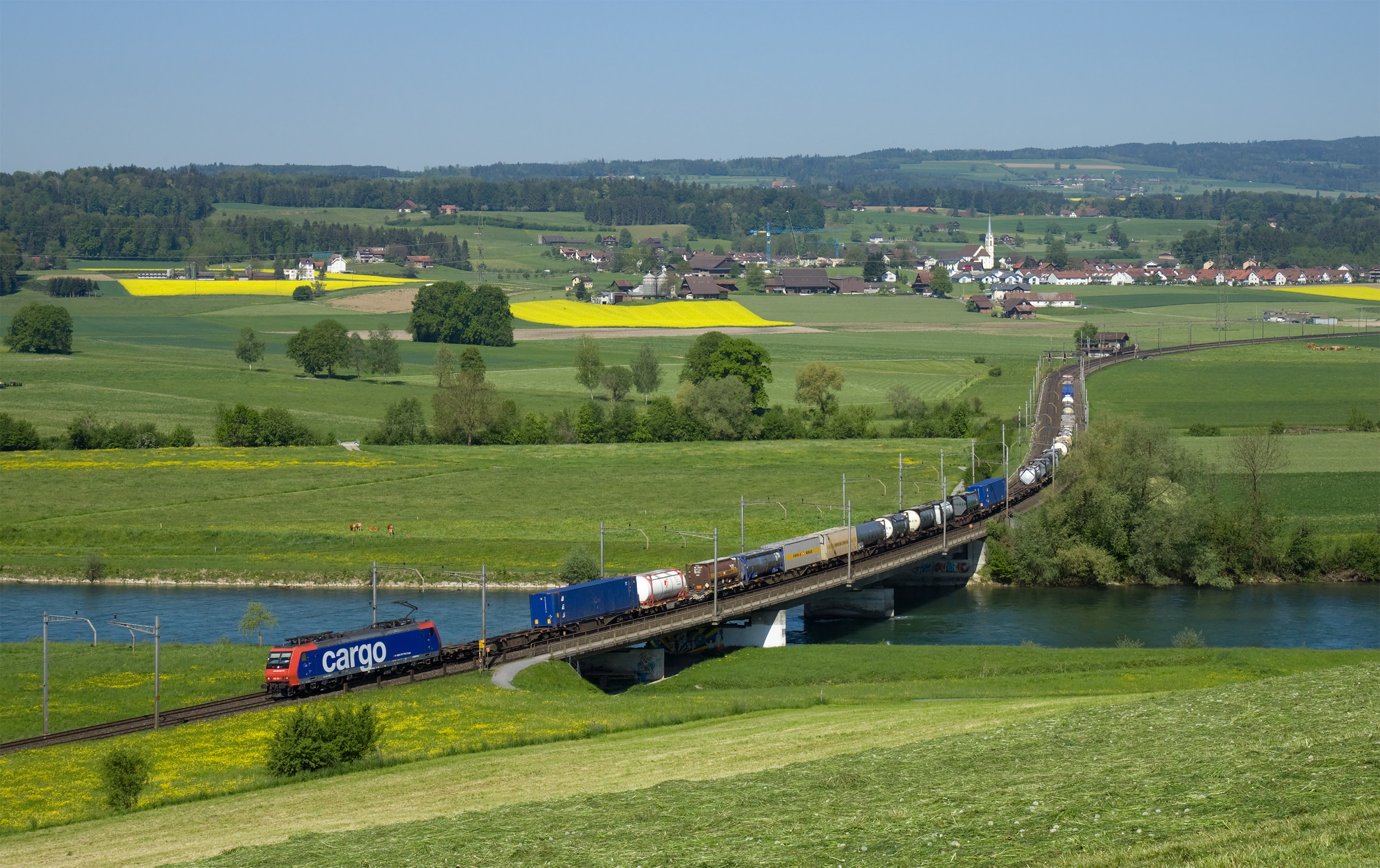
Re 482 mit Containerzug überquert die Reuss bei Oberrüti